# Trachyandra giffenii
Trachyandra giffenii là một loài thực vật có hoa trong họ Thích diệp thụ. Loài này được (F.M.Leight.) Oberm. miêu tả khoa học đầu tiên năm 1962.